# Балуцоаја (Валча)
Балуцоаја (рум. Băluțoaia) насеље је у Румунији у округу Валча у општини Франчешти-Манастирени. Oпштина се налази на надморској висини од 370 m.

## Становништво
Према подацима из 2002. године у насељу је живело 157 становника, од којих су сви румунске националности.